# Municipio de Oleszyce
El municipio de Oleszyce es un municipio urbano-rural de Polonia, ubicado en el distrito de Lubaczów del voivodato de Subcarpacia. Su capital es la ciudad de Oleszyce. En 2006 tenía una población de 6562 habitantes.
El municipio comprende, además de la ciudad de Oleszyce, los pueblos de Borchów, Futory, Nowa Grobla, Stare Oleszyce y Stare Sioło.
Limita con la capital distrital Lubaczów y con los municipios de Cieszanów, Laszki, Lubaczów, Stary Dzików, Wiązownica y Wielkie Oczy.